# Ichnotropis grandiceps
Espèce
Statut de conservation UICN

 DD  : Données insuffisantes
Ichnotropis grandiceps est une espèce de sauriens de la famille des Lacertidae.

## Répartition
Cette espèce se rencontre en Namibie et au Botswana.

## Description
Ce lézard terrestre vit dans les savanes boisées et mésiques.

## Publication originale
- Broadley, 1967 : A new species of Ichnotropis (Sauria: Lacertidae) from the Botswana-Caprivi border. Arnoldia, vol. 3, no 24, p. 1-5.